# Michelle Garza Cervera
Alicia Michelle Garza Cervera (Ciudad de México, 29 de septiembre de 1987) es una directora de cine y guionista mexicana.

## Trayectoria
Michelle Garza Cervera es egresada del Centro de Capacitación Cinematográfica de la Ciudad de México. Garza obtuvo la beca Chevening para cursar la maestría en Dirección de Cine en Goldsmiths, de la Universidad de Londres, en Reino Unido.
Sus cortometrajes han sido seleccionados en más de 100 festivales internacionales de cine, como Fantastic Fest, el Festival de Cine Fantástico de Sitges, el Festival de Cine de La Habana, entre otros.
Garza dirigió tres episodios para la serie Marea alta, que se estrenó en septiembre de 2020 por la plataforma de streaming Vix+,así como el episodio «La mano», del remake de la serie La hora marcada, emitido en 2023.
En 2022, Garza Cervera presentó su opera prima, Huesera, un filme de horror corporal. La película cuenta la historia de una mujer que, tras quedar embarazada es atacada por una entidad siniestra.
En marzo de 2023, el Instituto Sundance anunció a Michelle Garza como recipiente de la quinta generación de la beca Momentum, que ofrece apoyo a cineastas de grupos subrepresentados.

## Reconocimientos
Huesera se estrenó en el Festival Internacional de Cine de Tribeca, en Nueva York, EE. UU., donde la directora obtuvo el galardón a Mejor Nueva Dirección Narrativa y el Premio Nora Ephron, que reconoce a realizadoras con una voz única.
En 2022, en el Festival Internacional de Cine Fantástico de Sitges de España, Huesera obtuvo el premio a Mejor Película Iberoamericana, mientras que Michelle Garza se llevó el premio Citizen Kane a directora revelación.
Garza Cervera también obtuvo en 2022 el premio a Mejor Dirección en el Festival Internacional de Cine Fantástico Feratum, donde Huesera se alzó con el Premio del Público y la Torre Feratum al Mejor Largometraje de Terror de la Sección Iberamérica.
En la 20 edición del Festival Internacional de Cine de Morelia, Huesera obtuvo el Premio del Público a Largometraje Mexicano de Ficción.
Huesera ganó también la mejor película de la sección Crazies del festival de cine de Torino, alcanzando 35 premios en su paso por festivales.
Para la 65 edición de los Premios Ariel 2023, Huesera encabezó la lista de nominaciones (17), incluyendo una para Michelle Garza como mejor dirección.A la postre, la cineasta se alzó con los galardones a mejor guion original (junto con Abia Castillo) y mejor ópera prima.
En noviembre de 2023, Garza Cervera fue nominada a los premios Gotham, en la categoría de mejor dirección revelación.

## Filmografía
| Año  | Título            | Formato               | Notas                  |
| ---- | ----------------- | --------------------- | ---------------------- |
| 2023 | La hora marcada   | Serie de televisión   | 1 episodio - "La mano" |
| 2022 | Marea alta        | Serie de televisión   | 3 episodios            |
| 2022 | Huesera           | Película              | Ópera prima            |
| 2020 | Falha comum       | Cortometraje          |                        |
| 2018 | The Original      | Cortometraje          |                        |
| 2017 | Abismal           | Cortometraje          |                        |
| 2017 | México Bárbaro II | Película de antología | Segmento "Vitriol"     |
| 2016 | La rabia de Clara | Cortometraje          |                        |
| 2013 | Isósceles         | Cortometraje          |                        |

## Premios
| Año  | Premio                                                    | Categoría                               | Título            | Resultado | Referencia |
| ---- | --------------------------------------------------------- | --------------------------------------- | ----------------- | --------- | ---------- |
| 2023 | Premios Canacine                                          | Mejor película                          | Huesera           | Ganadora  | [ 15 ]     |
| 2023 | NOAM Faenza Film Festival                                 | Mejor película                          | Huesera           | Ganadora  | [ 15 ]     |
| 2023 | Ariel                                                     | Mejor guion cinematográfico original    | Huesera           | Ganadora  | [ 15 ]     |
| 2023 | Ariel                                                     | Mejor ópera prima                       | Huesera           | Ganadora  | [ 15 ]     |
| 2023 | Ariel                                                     | Mejor dirección                         | Huesera           | Nominada  | [ 15 ]     |
| 2023 | Ariel                                                     | Mejor película                          | Huesera           | Nominada  | [ 15 ]     |
| 2023 | Gotham Awards                                             | Directora revelación                    | Huesera           | Nominada  | [ 15 ]     |
| 2023 | Palm Springs International Film Festival                  | Mejor película iberoamericana           | Huesera           | Nominada  | [ 15 ]     |
| 2022 | Tribeca Film Festival                                     | Premio Nora Ephron                      | Huesera           | Ganadora  | [ 15 ]     |
| 2022 | Tribeca Film Festival                                     | Mejor nueva directora narrativa         | Huesera           | Ganadora  | [ 15 ]     |
| 2022 | Sitges International Fantastic Film Festival of Catalonia | Mejor película (Blood window award)     | Huesera           | Ganadora  | [ 15 ]     |
| 2022 | Sitges International Fantastic Film Festival of Catalonia | Citizen Kane Award                      | Huesera           | Ganadora  | [ 15 ]     |
| 2022 | Sitges International Fantastic Film Festival of Catalonia | Mejor película (Competencia fantástica) | Huesera           | Nominada  | [ 15 ]     |
| 2022 | Festival Internacional de Cine de Morelia                 | Premio de la audiencia                  | Huesera           | Ganadora  | [ 15 ]     |
| 2022 | Festival Internacional de Cine de Morelia                 | Mejor película                          | Huesera           | Nominada  | [ 15 ]     |
| 2022 | Torino Film Festival                                      | Crazies competition                     | Huesera           | Ganadora  | [ 15 ]     |
| 2022 | Adelaide Film Festival                                    | Mejor película                          | Huesera           | Nominada  | [ 15 ]     |
| 2022 | Hola Mexico Film Festival                                 | Película de cartelera                   | Huesera           | Nominada  | [ 15 ]     |
| 2022 | Fantasy Film Festival                                     | Premio de la audiencia                  | Huesera           | Nominada  | [ 15 ]     |
| 2022 | Chicago International Film Festival                       | Gold Q-Hugo                             | Huesera           | Nominada  | [ 15 ]     |
| 2022 | Neuchatel International Fantastic Film Award              | Mejor película                          | Huesera           | Nominada  | [ 15 ]     |
| 2022 | Festival Internacional de Cine de Atenas                  | Mejor película                          | Huesera           | Nominada  | [ 15 ]     |
| 2022 | Festival Internacional de Mar del Plata                   | Competencia latinoamericana             | Huesera           | Nominada  | [ 15 ]     |
| 2022 | Sarajevo Film Festival                                    | Mejor película                          | Huesera           | Nominada  | [ 15 ]     |
| 2017 | Chicago Latino Film Festival                              | Mejor cortometraje                      | La rabia de Clara | Nominada  | [ 15 ]     |
| 2017 | Feratum Film Festival                                     | Mejor cortometraje mexicano             | La rabia de Clara | Nominada  | [ 15 ]     |
| 2017 | Festival de Cinema Latinoamericano de Sao-Paulo           | Mejor película                          | La rabia de Clara | Nominada  | [ 15 ]     |
| 2016 | Festival Internacional de Cine de Hermosilo               | Mejor cortometraje mexicano             | La rabia de Clara | Nominada  | [ 15 ]     |